# Chiesa dei Santi Giorgio e Donato
La chiesa dei Santi Giorgio e Donato è la parrocchiale di Pocapaglia, in provincia di Cuneo e diocesi di Alba; fa parte della vicaria del Roero.

## Storia
Già nell'Alto Medioevo esisteva fuori dall'abitato una chiesa dedicata a San Giorgio, che dipendeva dall'abbazia di Novalesa; invece, la cappella di San Donato era situata in paese, vicino al castello.
Nel 1345 l'ecclesia de Pauca Palea risultava essere filiale della pieve di Piobesi d'Alba e nel 1585 il visitatore Angelo Peruzzi trovò che la funzione di parrocchiale era svolta dalla chiesa dei Santi Giorgio e Donato, nota anche col titolo di Santa Maria Maddalena, e che le due summenzionate cappelle, in cui si celebravano poche funzioni, erano invece cimiteriali.
Dalla relazione della visita del 1621 del vescovo d'Asti Isidoro Pentorio s'apprende che le due vecchie cappelle erano piuttosto malconce, tanto da essere definite latronum spelunche vel antra brutorum; inoltre, il presule ordinò che la parrocchiale venisse o ampliata oppure riedificata dalla fondamenta.
La prima pietra della nuova chiesa venne posta nel 1663; l'edificio fu ultimato nel 1666. L'abside venne costruita nel 1736 e trent'anni dopo furono realizzati gli stucchi; la consacrazione venne impartita nel 1804 dal vescovo d'Asti Pietro Arborio Gattinara e nel 1817 la chiesa passò dalla diocesi di Asti a quella di Alba.
Nel 1925 la torre campanaria fu sopraelevata e nel 1935 la facciata della parrocchiale venne ridecorata e intonacata.
Ulteriori lavori di rimaneggiamento e di risistemazione vennero condotti nel 2003, tra il 2005 e il 2007 e poi nuovamente nel 2008.

## Descrizione

### Facciata
La facciata della chiesa, intonacata, è suddivisa da una cornice marcapiano in due ordini, entrambi scanditi da lesene; quello inferiore, più largo, presenta centralmente il portale di ingresso, affiancato da due semicolonne sopra le quali v'è un timpano curvilineo spezzato all'interno del quale è inscritta una finestra ovale, mentre quello superiore, affiancato da balaustre sorreggenti due statue, è coronato dal frontone triangolare.

### Interno
L'interno dell'edificio è costituito da un'unica navata a pianta rettangolare, composta da tre campate, sulla quale s'affacciano sei cappelle laterali voltate a botte e ospitanti gli altari minori di San Giuseppe, di Sant'Antonio Abate, della Madonna del Rosario, di Sant'Antonio da Padova, della Madonna del Carmine e del Sacro Cuore di Gesù, e le cui pareti sono scandite dalle lesene sorreggenti la trabeazione sulla quale s'imposta la volta a botte caratterizzata da unghiature.

 Al termine dell'aula si sviluppa il presbiterio, introdotto dall'arco santo, coperto da una cupola e chiuso dall'abside, in cui trova posto il coro ligneo.